# ウィリアム・トーマス・スターン
ウィリアム・トーマス・スターン（William Thomas Stearn CBE、1911年4月16日 - 2001年5月8日）はイギリスの植物学者である。植物学史や古典語のエキスパートで、園芸植物のラテン語語源事典である「スターン版園芸家のための植物名辞典」（"Stearn's Dictionary of Plant Names for Gardeners"）は広く読まれた。植物学者には、「植物学のラテン語」（"Botanical Latin"）はスタンダードな参考書となっている。

## 略歴
ケンブリッジに馬車の御者の長男に生まれた。親族に学者はいなかったが、子供時代から博物学と読書に熱心であった。高校で学ぶ間に、ケンブリッジ大学の植物学のパートタイムの助手の仕事もしたが、未亡人となった母親には大学へ進ませることはできなかったので、夜学で古典語を学び、18歳で古書店で働いた。
植物の研究を続け、王立植物園（キューガーデン）に通い、1929年には植物学の最初の論文を書いた。22歳のとき古書店で働いていたスターンを、園芸家のバウルス（E. A. Bowles）に見出されて、1933年から1952年の間、戦争中空軍に従軍した期間を除いて、王立園芸協会のリンドレー・ライブラリの司書として働いた。リンドレー・ライブラリからロンドン自然史博物館に移り、1976年の退職時には植物学部門のSenior Principal Scientific Officerであった。退職後も自然史博物館、キューガーデンで働き、1879年から1982年の間はロンドン・リンネ協会の会長を務めた。
1950年にウッドコック（Hubert Bayley Drysdale Woodcock）と共著で、世界のユリに関する著作を行い、1966年に"Botanical Latin"を発表したことで、世界的に有名になり、"Botanical Latin"は1992年までに3度、重版され、各国の植物学者に植物学の記載論文に必要なラテン語の理解を助けた。文芸や植物学史に関する広範な知識は多くの植物学の古典作品の復刻に対して緒言の執筆を求められた。
ケンブリッジ大学、ライデン大学、ウプサラ大学から名誉博士号を受け、1964年に王立園芸協会のヴィーチ記念メダル、1976年に、リンネ協会からリンネ・メダルを受賞した。1980年にスウェーデンからポーラスター勲章を受勲し、エングラー・ゴールド・メダル、エイサ・グレイ賞 も受賞した。1997年に大英帝国勲章(CBE)を受勲した。

## 著作
- William Thomas Stearn: Botanical Latin, History, Grammar, Syntax, Terminology and Vocabulary. London, 1. Aufl. 1966, 2. Aufl. 1973, 3. Aufl. 1983, 4. Aufl. 1992.
- William Thomas Stearn: An introduction to the 'Species Plantarum' and cognate botanical works of Carl Linnaeus. Reprint, Ray Society, 1957.
- William T. Stearn: Stearn's dictionary of plant names for gardeners. Cassell, 1992.
- William T. Stearn: Allium. Flora Europaea 5: S. 49–69, 1980.
- Wilfrid Blunt, William T. Stearn: The Art of Botanical Illustration, Collins, London, 1950; neue Edition, Antique Collectors' Club, 1994.